# Flottille der Minenstreitkräfte

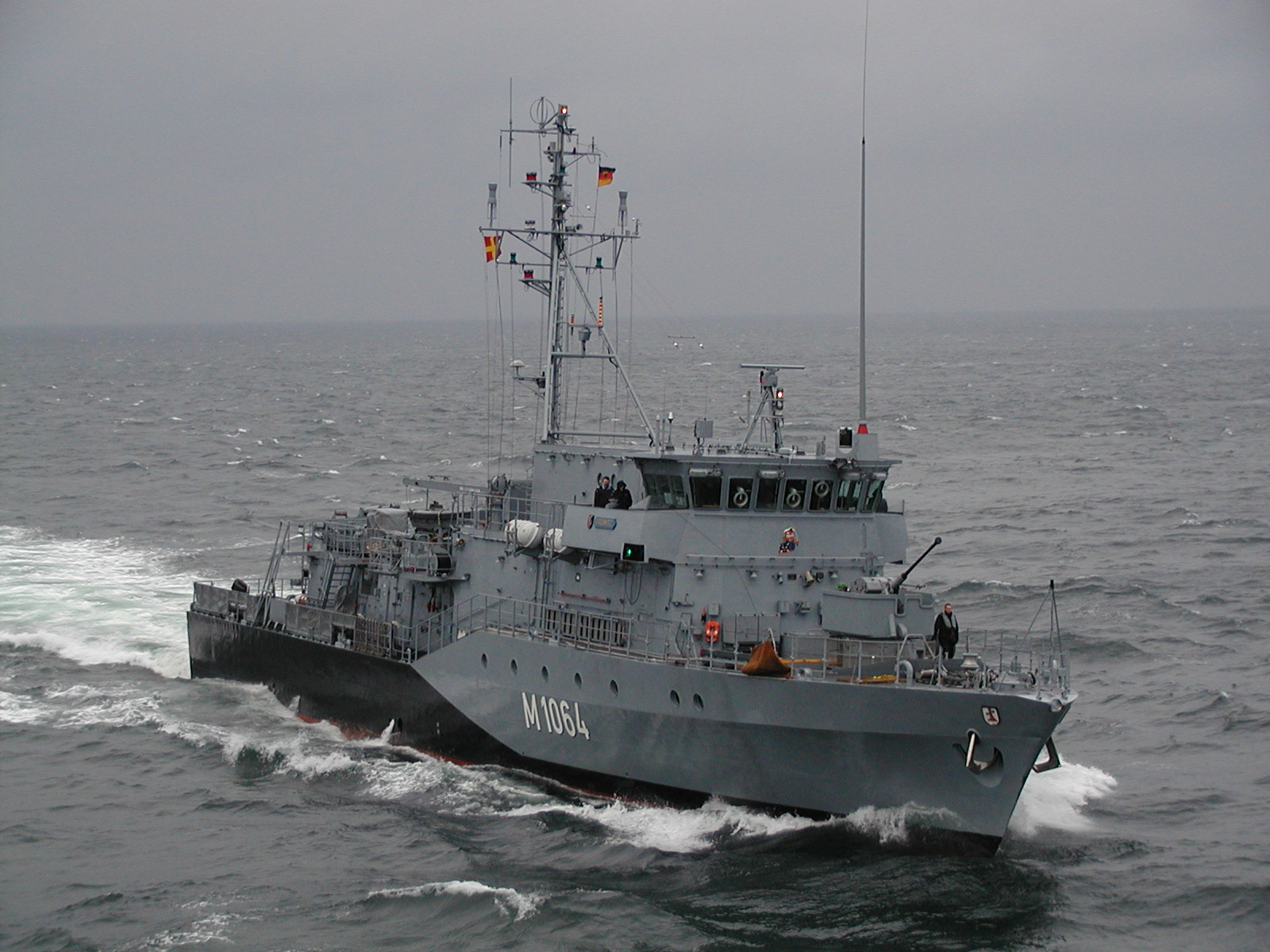
Minenjagdboot Grömitz

Die Flottille der Minenstreitkräfte (MSFltl) war ein Großverband der Deutschen Marine. Sie wurde am 1. Oktober 1957 als Kommando der Minensuchboote aufgestellt, am 1. Juli 1962 in Kommando der Minenstreitkräfte und am 1. Januar 1967 in Flottille der Minenstreitkräfte umbenannt und am 29. Juni 2006 aufgelöst. Ihre verbleibenden Einheiten wurden in die Einsatzflottille 1 eingegliedert.

## Geschichte und Einsätze

### Vorgeschichte
Am Ende des Zweiten Weltkriegs lagen große Zahlen von Seeminen in deutschen und internationalen Gewässern vor der deutschen Küste. Die Alliierten sahen deren Räumung als eine Aufgabe deutscher Stellen an und ordneten bereits am 8. Mai 1945 an, Minenräumverbände der Kriegsmarine für diese Aufgabe einzusetzen. Sie bildeten den Deutschen Minenräumdienst. Zu Beginn der Räumoperationen standen dafür 800 Fahrzeuge bereit. Nach der Räumung der wichtigsten Seewege wurde der Minenräumdienst kontinuierlich reduziert und in kleinere Organisationen überführt, zu denen auch der Seegrenzschutz gehörte. Dessen Personal und Angehörige anderer Räumverbände unter alliierter Leitung bildeten 1956 den Kern der neuen Bundesmarine.

### Entwicklung der Flottille
(Zur Geschichte der einzelnen Geschwader und anderen Truppenteile siehe Unterstellte Verbände)
Bereits im Frühjahr 1956 konnte die Marine aus den übernommenen Minensuchbooten erste Minensuchgeschwader (MSG) aufstellen, deren Aufgabe neben der Ausbildung neuer Besatzungen für den Aufbau der Marine noch immer in der Beseitigung von Minen aus dem Krieg bestand. Mit der Aufstellung des Kommandos der Minensuchboote am 1. Oktober 1957 in Cuxhaven wurde ein so genanntes Typkommando geschaffen, unter dem ab 1958 alle für die Minenkriegführung vorgesehenen Kräfte zusammengefasst wurden. Dazu gehörten auch verschiedene Landeinheiten. Das Kommando unterstand dem Kommando der Seestreitkräfte, dem späteren Flottenkommando.
Am 1. April 1968 verlegte der Flottillenstab von Cuxhaven nach Wilhelmshaven. Während des Kalten Krieges waren die Geschwader in verschiedenen Stützpunkten an Nord- und Ostsee stationiert. Dadurch sollte sichergestellt werden, dass sie schnell in beiden Operationsgebieten verfügbar waren und nicht durch einen Schlag in einem einzelnen Stützpunkt ausgeschaltet werden konnten.
1991 wurde eine neue Stationierungsplanung beschlossen, und ab August 1994 verlegten zunächst der Flottillenstab, dann mehrere der Geschwader in den Stützpunkt Olpenitz, der gemäß dem neuen Stationierungskonzept als Typstützpunkt dienen sollte. Nur die Geschwader, deren Außerdienststellung bevorstand, blieben in ihren bisherigen Stützpunkten. Auch die Waffentauchergruppe behielt ihren Standort Eckernförde bei. Diese Stationierung wurde im Wesentlichen bis zur Außerdienststellung der MSFltl im Sommer 2006 beibehalten.

### Aufgaben im NATO-Bündnis und Einsätze
Das 1. und 2. MSG waren die ersten Geschwader der Marine, die am 1. April 1957 der NATO assigniert worden waren. Andere Geschwader folgten bald und standen der Allianz damit im Kriegsfall zur Verfügung.
Um bereits im Frieden über direkt unterstellte Minenabwehrkräfte zu verfügen, stellte die NATO am 11. Mai 1973 im Bereich des Oberbefehlshabers Ärmelkanal (CINCHAN) einen ständigen Minenabwehrverband mit der Bezeichnung Standing Naval Force Channel (STANAVFORCHAN, jetzt Standing NATO Mine Counter Measure Force 1, SNMCMG 1) auf, der aus Booten mehrerer Marinen bestand. Die Bundesmarine war von Anfang an an diesem Verband beteiligt und stellte mehrfach den Kommandeur. Während der regelmäßig ein Jahr dauernden Perioden der Verbandsführung, wurde jeweils zusätzlich ein Tender als Führungsplattform bereitgestellt. In gleicher Weise beteiligten sich Einheiten und Angehörige der MSFltl an dem später aufgestellten NATO-Minenabwehrverband im Mittelmeer, der jetzigen SNMCMG 2.
Einheiten der MSFltl gehörten zu ersten Teilen der Bundeswehr, die sich ab 1990 an Auslandseinsätzen beteiligten. Bereits im Sommer 1990 wurde ein Verband mit fünf Minenabwehreinheiten für die Operation Südflanke im Mittelmeer und im Persischen Golf abgestellt. Anfang 1991 war der deutsche Führer dieses Verbandes zeitweise als Koordinator für die gesamte Minenbeseitigung der Verbündeten nach dem Zweiten Golfkrieg eingesetzt. 1995 war der Einsatz einer Minenabwehrgruppe im Rahmen der Operation Deliberate Force vorgesehen, wurde jedoch nicht abgerufen.
Im Sommer 1999 nahmen mehrere Boote der MSFltl an der Operation Allied Harvest teil. Deren Ziel war es, während des Kosovokrieges über der Adria abgeworfene Munition unschädlich zu machen, um Gefahren für die Fischerei zu beseitigen. Demselben Zweck dient seit 1996 die regelmäßige Teilnahme an der NATO-PfP-Übungsserie Open Spirit in der Ostsee. Dabei wurden Minen und Munitionsreste aus beiden Weltkriegen und der Zeit des Kalten Krieges vor der baltischen Küste geräumt.

## Organisation
Die MSFltl bestand aus dem Flottillenstab und den nachgeordneten Geschwadern und selbständigen Einheiten. Den Kern der Flottille bildeten die Minensuchgeschwader, deren Zahl sich im Laufe der Zeit mehrfach veränderte. Als selbständige Einheit unterstand der Flottille über lange Zeit die Minentaucherkompanie, die später in der ebenfalls zur MSFltl gehörenden Waffentauchergruppe aufging.
Zeitweise waren der MSFltl aus organisatorischen Gründen auch nicht der Minenkriegführung dienende Kräfte unterstellt. Dazu gehörten die in die Waffentauchergruppe eingegliederten Kampfschwimmer, die dem Minenlegergeschwader unterstellten Flottendienstboote und einige Landungsboote, die in ein Minensuchgeschwader eingegliedert wurden.
Die MSFltl sollte nicht als geschlossener Verband eingesetzt werden. Bei den Minensuchbooten bildete das Geschwader die taktische Einheit, das im Einsatz wiederum meist in zwei Divisionen aufgeteilt wurde. Die Geschwaderkommandeure waren die taktischen Führer (Officer in Tactical Command, OTC) und führten zugleich die 1. Division. Die stellvertretenden Kommandeure (S3-Stabsoffizier) führten die 2. Division. Der Tender eines Geschwaders diente als Versorgungs- und Führungsplattform. Die Minenjagdboote wurden meist als Einzelfahrer eingesetzt und erfüllten ihre Minenabwehraufgabe selbständig.
Nach der Zusammenführung der MSFltl im Typstützpunkt Olpenitz wurden die Geschwaderstäbe in den Flottillenstab integriert und verkleinert, während Unterstützungsaufgaben zentralisiert wurden.
An der Spitze der MS-Fltl stand ein Kommandeur im Dienstgrad eines Kapitäns zur See.

### Kommandeure
| Nr. | Dienstgrad       | Name                  | Zeitraum        | Bemerkungen                                                    |
| --- | ---------------- | --------------------- | --------------- | -------------------------------------------------------------- |
| 19  |                  | Jürgen Herling        | 2004–2006       | Als Stellvertreter mit der Wahrnehmung der Aufgaben beauftragt |
| 18  |                  | Hans-Christian Luther | 2003–2004       |                                                                |
| 17  |                  | Hans-Joachim Unbehau  | 2001–2003       |                                                                |
| 16  | Kapitän zur See  | Hans-Joachim Stricker | 09.1997–2001    | später Befehlshaber der Flotte                                 |
| 15  | Kapitän zur See  | Klaus-Peter Hirtz     | 09.1995–09.1997 |                                                                |
| 14  | Kapitän zur See  | Wolfgang E. Nolting   | 09.1993–09.1995 | später Inspekteur der Marine                                   |
| 13  | Kapitän zur See  | Jörg Auer             | 10.1992–09.1993 |                                                                |
| 12  | Kapitän zur See  | Henning Gieseke       | 10.1990–09.1992 |                                                                |
| 11  | Kapitän zur See  | Waldemar Feldes       | 04.1985–09.1990 |                                                                |
| 10  | Kapitän zur See  | Klaus-Peter Niemann   | 10.1981–03.1985 |                                                                |
| 9   | Kapitän zur See  | Wolfgang Brost        | 10.1977–09.1981 |                                                                |
| 8   | Kapitän zur See  | Dieter Wellershoff    | 12.1975–09.1977 | Später Generalinspekteur der Bundeswehr                        |
| 7   | Kapitän zur See  | Hans-Harro Stüben     | 09.1972–12.1975 |                                                                |
| 6   | Kapitän zur See  | Horst Wenig           | 10.1969–09.1972 |                                                                |
| 5   | Kapitän zur See  | Karl Clausen          | 04.1967–09.1969 |                                                                |
| 4   | Kapitän zur See  | Reinhart Ostertag     | 10.1964–04.1967 | 1. Januar 1967 Umbenennung in Flottille der Minenstreitkräfte  |
| 3   | Kapitän zur See  | Wolfgang Haack        | 07.1961–09.1964 | 1. Juli 1962 Umbenennung in Kommando der Minenstreitkräfte     |
| 2   | Kapitän zur See  | Adalbert von Blanc    | 10.1958–07.1961 |                                                                |
| 1   | Korvettenkapitän | Wilhelm Anhalt        | 10.1957–10.1958 | mit der Aufstellung beauftragt                                 |

## Unterstellte Verbände
Die ersten Geschwader, die dem Kommando der Minensuchboote unterstellt wurden, waren bereits vorher ab 1956 aufgestellt worden und unterstanden zunächst direkt dem Kommando der Seestreitkräfte. Im Laufe der Jahre gab es eine größere Zahl von Unterstellungswechseln einzelner Boote zwischen den Geschwadern, die nicht im Detail dargestellt werden können.

### Minensuchgeschwader

#### 1. Minensuchgeschwader
(16. Mai 1956–21. Dezember 2005)

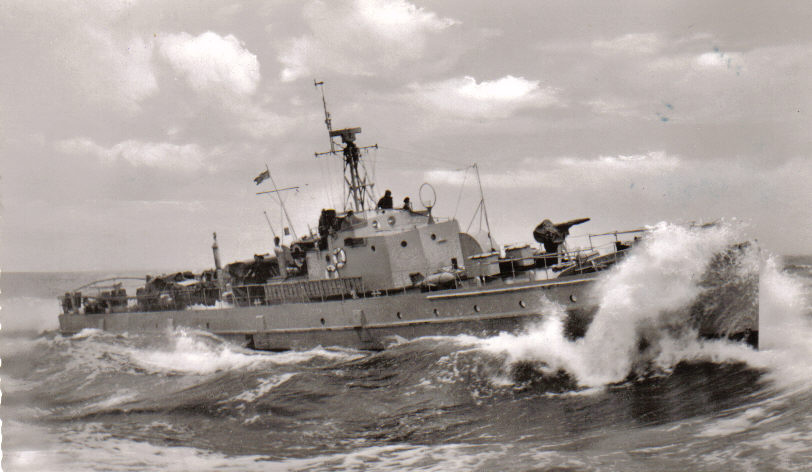
Räumboot Algol 1958

Das 1. Minensuchgeschwader (1. MSG) wurde am 16. Mai 1956 als 1. Schnelles Minensuchgeschwader in Bremerhaven aufgestellt. Am 5. Juni 1956 wurden vier Räumboote aus Beständen der Labor Service Unit (B) unter den Namen Orion, Rigel, Merkur und Sirius in Cuxhaven in Dienst gestellt. Bis zum 31. Juli 1956 vergrößerte sich der Bestand des inzwischen in Wilhelmshaven beheimateten Geschwaders auf 12 Räumboote der Capella-Klasse (Klasse 359), wovon bereits im Oktober 1956 zwei an das aufzustellende 3. MSG abgegeben wurden. Im Dezember 1956 verlegte das 1. MSG zum Marinestützpunktkommando Flensburg-Mürwik, wo im Januar noch die Oste als behelfsmäßiger Geschwadertender hinzustieß. Das 1. MSG unterstand zunächst direkt dem Kommando der Seestreitkräfte und wurde am 1. Oktober 1958 dem Kommando der Minensuchboote unterstellt.
Im April 1957 wurde das 1. MSG der NATO assigniert und gehörte damit zur ersten Gruppe von Bundeswehrteilen, die dem Bündnis einsatzklar zur Verfügung gestellt wurden. Im Februar 1959 wurden die ersten fünf inzwischen sehr verbrauchten Boote außer Dienst gestellt. Ab November 1960 liefen dem am 15. Februar in 1. Minensuchgeschwader umbenannten Verband 10 schnelle Minensuchboote (SM-Boote) der Schütze-Klasse (Kl. 340/341 – alle Boote des 1. MSG Klasse 340) zu. Am 11. Mai 1963 wurde die Oste durch den Tenderneubau Saar (Klasse 402) ersetzt. 1972 wurden dem 1. MSG die beiden Minentransporter Sachsenwald und Steigerwald unterstellt, die zuvor zum Minenlegergeschwader gehört hatten. Auf Grund von Materialproblemen mussten einige der SM-Boote bereits Mitte der 1970er Jahre außer Dienst gestellt werden. Im Zuge dieser Maßnahme wurden drei Boote des 1. MSG durch Boote des 3. MSG ersetzt.
Zwischen 1990 und 1994 wurden alle Fahrzeuge des Geschwaders in kurzer Folge außer Dienst gestellt. Stattdessen erhielt das Geschwader als Neubauten 12 Minenjagdboote der Frankenthal-Klasse (Klasse 332) und den Tender Werra (Klasse 404). Der Geschwaderstab verlegte 1992 nach Olpenitz. 1999 wurden drei Boote an das neu aufgestellte 3. MSG abgegeben. Bei der Außerdienststellung des 1. MSG als dem ältesten Geschwader der Marine am 21. Dezember 2005 wurden Tender und Boote auf das 3. und 5. MSG aufgeteilt.

#### 2. Minensuchgeschwader
(1. Juni 1956–1965)

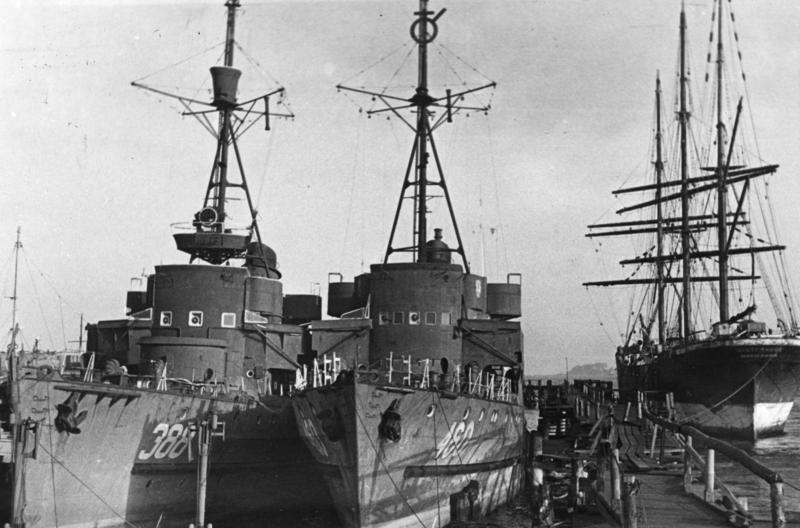
Die M-Boote 388 und 460 der Kriegsmarine versahen nach verschiedenen Zwischenverwendungen ab 1956 in der Bundesmarine Dienst als Seehund und Seeigel (Foto 1949).

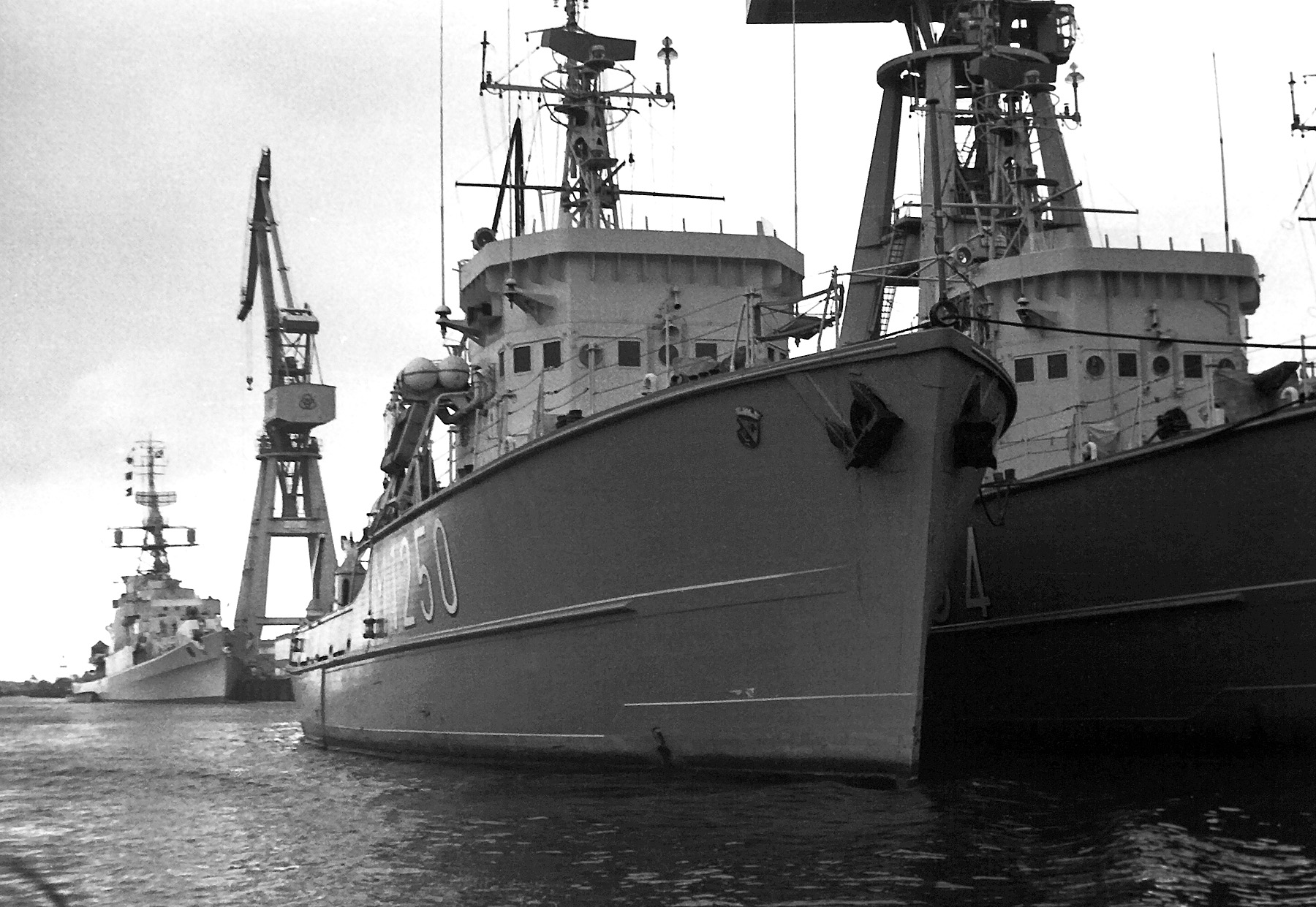
Küstenminensuchboot Vegesack 1963 in Wilhelmshaven

Das 2. Minensuchgeschwader (2. MSG) wurde am 1. Juni 1956 als 2. Hochseeminensuchgeschwader in Bremerhaven in Dienst gestellt. Bis August 1956 liefen dem Geschwader sechs Minensuchboote der ehemaligen Kriegsmarine der Typen 1940 und 1943, bei der Bundesmarine einheitlich Klasse 319, zu: Seehund (T40), Seelöwe (T40), Seeigel (T40), Seepferd (T40), Seestern (T43), Seeschlange (T43). Noch im selben Herbst 1956 verlegte es unter Umbenennung in 2. Minensuchgeschwader nach Wilhelmshaven. Das 2. MSG unterstand zunächst direkt dem Kommando der Seestreitkräfte und wurde am 1. Oktober 1958 dem Kommando der Minensuchboote unterstellt.
Die Boote waren die letzten mit Kohle befeuerten Dampfschiffe der Marine und erwiesen sich bald als so stark verschlissen, dass sie bereits im Januar und Februar 1960 außer Dienst gestellt werden mussten. Als Ersatz wurden sechs Boote des französischen Typs Mercure, eine Variante der amerikanischen Bluebird-Klasse, in Frankreich bestellt und im Zeitraum vom September 1959 bis Oktober 1960 als Küstenminensuchboote (KM-Boote) der Vegesack-Klasse (Klasse 321) in Dienst gestellt. Das 2. MSG hatte keinen Tender.
Bereits 1963 wurden diese Boote wegen Finanz- und Personalknappheit wieder außer Dienst gestellt und der Reserveflottille zugeführt, wo einzelne Boote in den Folgejahren kurzzeitig für Reserveübungen reaktiviert wurden. Der Geschwaderstab wurde ebenfalls deaktiviert, blieb jedoch bis zur endgültigen Außerdienststellung 1965 noch als Reserveeinheit bestehen. Ende 1973 wurden die Boote aus der Schiffsliste gestrichen und 1975 als Ausrüstungshilfe an die Türkische Marine abgegeben.

##### Kommandeure
- Korvettenkapitän/Fregattenkapitän Horst Bredekamp: von Juni 1956 bis Oktober 1958
- Korvettenkapitän Erwin Rau: von Oktober 1958 bis November 1959
- Korvettenkapitän Horst Wenig: von November 1959 bis Juli 1962
- Korvettenkapitän Eberhard Urbach: von August 1962 bis Juli 1963
- Kapitänleutnant Herbert Siener: November 1964 und April 1965

#### 3. Minensuchgeschwader
(2. Oktober 1956–23. September 1992, 1. April 1996 bis heute)
Das 3. Minensuchgeschwader (3. MSG) wurde am 2. Oktober 1956 als 3. Schnelles Minensuchgeschwader in Bremerhaven in Dienst gestellt und verlegte noch im selben Monat nach Wilhelmshaven. Am 1. August 1958 verlegte das 3. MSG nach Kiel und wurde am 15. Februar 1960 in 3. Minensuchgeschwader umbenannt. Am 23. September 1992 wurde das 3. MSG mit allen Booten außer Dienst gestellt. Am 1. April 1996 wurde das 3. MSG in Olpenitz neu aufgestellt. Das Geschwader verlegte 2005 wieder nach Kiel und untersteht seit dem 1. Juli 2006 der Einsatzflottille 1.

#### 4. Minensuchgeschwader
(1. Oktober 1956–17. September 1997)

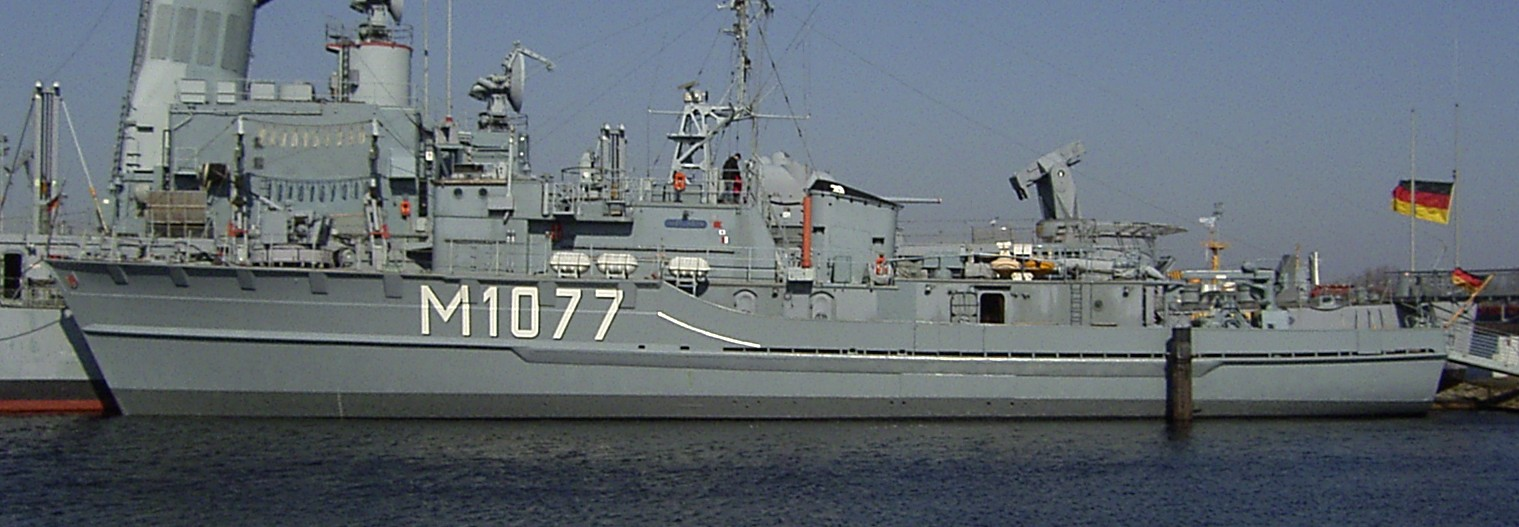
Minenjagdboot Weilheim (Klasse 331 B) im Deutschen Marinemuseum in Wilhelmshaven

Das 4. Minensuchgeschwader (4. MSG) wurde am 1. Oktober 1958 in Wilhelmshaven aufgestellt und verblieb bis zu seiner Außerdienststellung an diesem Standort. Ab Dezember 1958 liefen beginnend mit der Paderborn sechs Küstenminensuchboote (KM-Boote) der Lindau-Klasse (Klasse 320) zu. Nach der Auflösung des 8. MSG im Sommer 1958 folgten drei weitere Boote aus dessen Bestand.
Ab 1968 wurden zwölf der insgesamt 18 KM-Boote Klasse 320 zu Minenjagdbooten (MJ-Boote) der Klasse 331 A und 331 B umgerüstet. Alle zwölf MJ-Boote wurden dem 4. MSG unterstellt. Mit Zulauf der Marburg wurde die Umstellung 1979 abgeschlossen.
Von 1977 bis 1984 wurden das 4. MSG und das 6. MSG im Rahmen eines Truppenversuchs zum Minenabwehrgeschwader Nordsee zusammengefasst, ohne jedoch formal in diesem aufzugehen. Nach Beendigung des Versuchs wurde die alte Geschwadereinteilung wieder eingenommen.
Das 4. MSG verfügte über keinen eigenen Tender, bis ihm etwa 1991 der vormalige Versorger Nienburg (Klasse 701) als Tender zugeteilt wurde. Ab 1991 wurden nach und nach mehrere Boote außer Dienst gestellt. Das 4. MSG wurde am 17. September 1997 außer Dienst gestellt und die verbleibenden MJ-Boote und die Nienburg an das 6. MSG übergeben.

##### Kommandeure
- Korvettenkapitän/Fregattenkapitän Reinhard Ostertag: von Oktober 1958 bis Oktober 1960
- Fregattenkapitän Siegfried Jürgens: von Oktober 1960 bis Januar 1962
- Korvettenkapitän Hans-Harro Stüben: von Januar 1962 bis Januar 1963
- Korvettenkapitän Ernst August Gerke: von Januar 1963 bis September 1965
- Fregattenkapitän Kurt Lau: von September 1965 bis September 1967
- Fregattenkapitän Dietrich Hartmann: von September 1967 bis Januar 1970
- Korvettenkapitän/Fregattenkapitän Siegfried Bär: von Januar 1970 bis März 1972
- Fregattenkapitän Hermann True: von März 1972 bis September 1974
- Fregattenkapitän Gerhard Börner: von September 1974 bis September 1977
- Fregattenkapitän Friedrich Jacobi: von September 1977 bis Februar 1980
- Fregattenkapitän Jürgen Mühlenmeister: von Februar 1980 bis September 1982
- Fregattenkapitän Hartmut Spieker: von Oktober 1982 bis September 1985
- Fregattenkapitän Wolfgang Barenberg: von Oktober 1985 bis September 1988
- Fregattenkapitän Hans-Joachim Unbehau: von September 1988 bis September 1992
- Fregattenkapitän Jochen Ungethüm: von Oktober 1994 bis September 1996
- Fregattenkapitän Reinhard Wilhelm: von Oktober 1996 bis 1997

#### 5. Minensuchgeschwader
(1. Oktober 1958 – 27. September 2016)

Das 5. Minensuchgeschwader mit schnellen Minensuchbooten der Schütze-Klasse etwa 1964

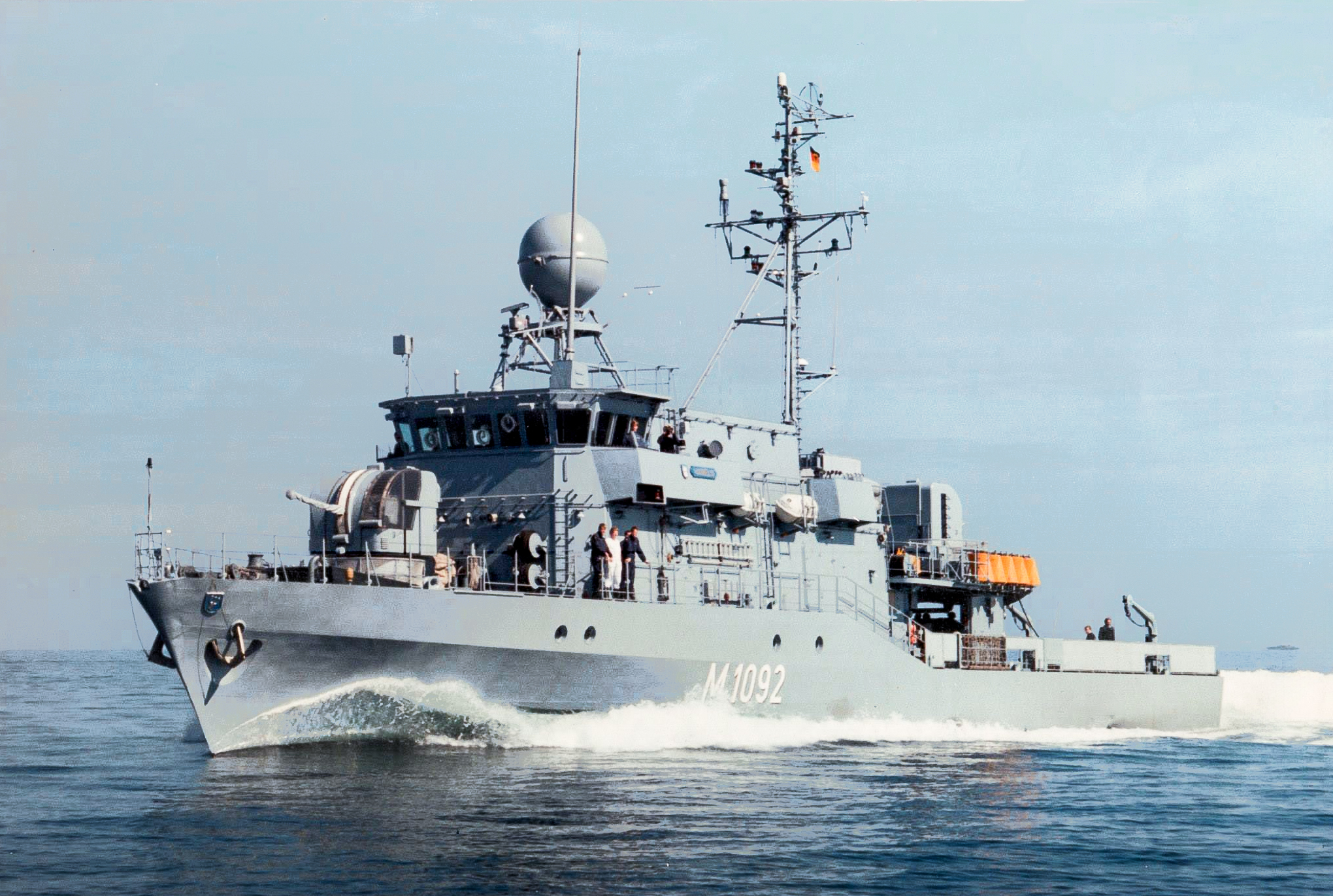
Hameln-Klasse 343, Typboot Hameln, 1989

Das 5. Minensuchgeschwader (5. MSG) wurde am 1. Oktober 1958 in Neustadt in Holstein aufgestellt. Es wurde von Beginn an mit zehn neu gebauten Schnellen Minensuchbooten (SM-Booten) der Schütze-Klasse (Kl. 340/341 – alle Boote des 5. MSG Klasse 341) ausgerüstet. Am 1. April 1959 lief SM-Boot Schütze als erstes Boot dem Geschwader zu. Am 8. Juni 1963 wurde Tender Mosel (Klasse 402) für das 5. MSG in Dienst gestellt. Nach Fertigstellung des neuen Stützpunkts verlegte das Geschwader am 28. Nov. 1967 nach Olpenitz, wo es bis 2006 verblieb.
Der Bootsbestand veränderte sich im Laufe der Jahre. So wurden wie beim 1. und 3. MSG einige der Boote vorzeitig außer Dienst gestellt. Zeitweilig unterstanden dem Geschwader je zwei Boote der Vegesack- und der Frauenlob-Klasse. Später wurde der Bestand wieder bereinigt, so dass dem 5. MSG über lange Zeit zehn SM-Boote und ein Tender angehörten.
1987 begann der Generationswechsel von den Booten der Schütze-Klasse zu den neuen, zeitweise auch als Minenkampfboote bezeichneten Booten der Hameln-Klasse (SM-Boote Klasse 343), deren Typschiff am 29. Juni 1988 in Dienst gestellt wurde. Neun weitere Boote folgten. Diese Boote sollten vor allem zum Minenlegen in der Ostsee eingesetzt werden. Zum Schutz gegen Luftbedrohung verfügten sie über zwei über ein Feuerleitradar geleitete 40-mm-Geschütze und über das Link 11-Datenlink-System PALIS. Sie verfügten damit über eine für Minenabwehrfahrzeuge starke Ausrüstung zum Eigenschutz. Tender Mosel wurde 1990 außer Dienst gestellt und 1993 durch einen Neubau gleichen Namens aus der Klasse 404 ersetzt.
Ab 1999 wurden die zehn Boote der Klasse 343 umgebaut. Fünf der Boote verblieben als Hohlstablenkboote Klasse 352 (HL-Boote) beim Geschwader, während die übrigen Boote nach Umbau zum MJ-Boot Klasse 333 dem 3. MSG unterstellt wurden. Dafür erhielt das 5. MSG fünf BM-Boote Klasse 394. Nach der Außerdienststellung der BM-Boote erhielt das 5. MSG drei MiJBoote 332 aus dem Bestand des aufgelösten 1. MSG (MiJBoote 332 Bad Bevensen, Grömitz, Datteln) und ein MiJBoot 332 aus dem 3. MSG (MiJBoot 332 Bad Rappenau). Diese vier Boote dienten hauptsächlich der Unterstützung der Marineschutzkräfte und bildeten zusammen mit den fünf HL-Booten und Tender Mosel den Bestand, mit dem das 5. MSG 2006 in die Einsatzflottille 1 überführt wurde.
Das 5. Minensuchgeschwader bestand zuletzt nur noch aus den drei Tendern der Minenstreitkräfte und den zwei verbliebenen HL-Booten. Am 11. Dezember 2015 erfolgte der Unterstellungswechsel der letzten beiden Minensucheinheiten zum 3. MSG. Am 27. September 2016 wurde in Kiel das 5. Minensuchgeschwader außer Dienst gestellt. Die drei Tender wurden zusammen mit den beiden Schnellboottendern der Deutschen Marine in das neu aufgestellte Unterstützungsgeschwader überführt.

##### Kommandeure (Auswahl)
- Fregattenkapitän Oswald Duch: von Oktober 1958 bis April 1961
- Fregattenkapitän Armin Zimmermann: von April 1961 bis Juni 1962
- Fregattenkapitän Jürgen Seelemann: von Juli 1962 bis September 1964
- Korvettenkapitän Eberhard Schmezer: von Oktober 1964 bis September 1967
- Fregattenkapitän Günter Zirkmann: von Oktober 1967 bis September 1969
- Fregattenkapitän Eberhard Papf: von Oktober 1969 bis November 1971
- Korvettenkapitän Hartwig Sellschopp: von November 1971 bis September 1974
- Fregattenkapitän Wolfgang Brost: von Oktober 1974 bis Februar 1977
- Fregattenkapitän Konrad Bürger: von Februar 1977 bis April 1980
- Fregattenkapitän Kuno Lüth: von April 1980 bis März 1983
- Fregattenkapitän Reinhard Blödorn: von April 1983 bis September 1985
- Fregattenkapitän Dieter Leder: von Oktober 1985 bis September 1987
- Fregattenkapitän Wolfgang Nolting: von September 1987 bis Januar 1991
- Fregattenkapitän Hans-Joachim Stricker: von Januar 1991 bis Juli 1993
- Fregattenkapitän Jörg Besch: von Juli 1993 bis September 1995
- Fregattenkapitän Jürgen Herling: von September 1995 bis 1997
- Fregattenkapitän Heinz-Georg Buss: von 1997 bis 1999
- Fregattenkapitän Heinz Kautzky: 2000
- Fregattenkapitän Wolfgang Heuer: von 2001 bis 2002
- Fregattenkapitän Alexander Willutzki: ab 2002
- Fregattenkapitän Guido Brach: bis August 2015
- Fregattenkapitän Tobias Voß: ab August 2015

#### 6. Minensuchgeschwader

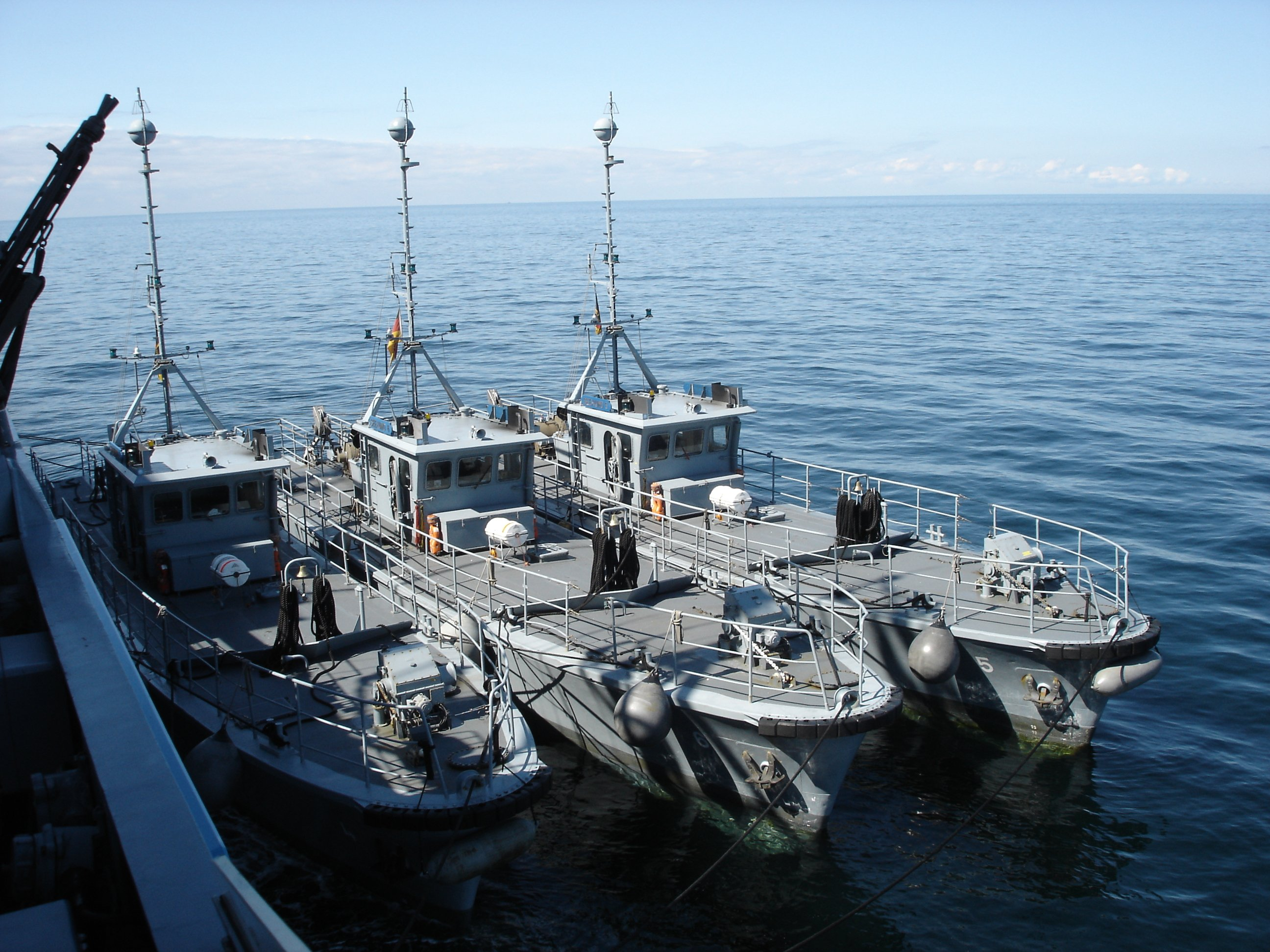
Hohlstäbe vom Typ Seehund

(1. März 1958–13. Dezember 2000)
Das 6. Minensuchgeschwader (6. MSG) wurde am 1. März 1958 in Wilhelmshaven aufgestellt und bestand zunächst aus sechs KM-Booten der Lindau-Klasse (Kl. 320). 1963 kamen drei weitere Boote der gleichen Klasse aus dem aufgelösten 8. MSG hinzu. Vom 1. Oktober 1977 bis zum 1. Juli 1984 war das 6. MSG mit dem 4. MSG im Rahmen eines Truppenversuchs zum Minenabwehrgeschwader Nordsee zusammengefasst, ohne jedoch formal darin aufzugehen.
Zwischen 1978 und 1983 wurden sechs KM-Boote zu Hohlstablenkbooten Klasse 351 (HL-Booten) umgerüstet, die Bestandteil des Minenabwehrsystems TROIKA waren. Zu jedem Boot gehörten drei Hohlstabfernlenkgeräte vom Typ Seehund. Nach Beendigung des Truppenversuchs bestand das 6. MSG aus den sechs HL-Booten, den dazugehörigen 18 Seehunden und Tender Werra (Klasse 401). Werra wurde Anfang 1991 außer Dienst gestellt, es folgten Wetzlar (1995) und Tübingen (1997).
Mit der Außerdienststellung des 4. MSG am 17. September 1997 kamen drei MJ-Boote Klasse 331 und Tender Nienburg zum 6. MSG, das nunmehr neben diesen Fahrzeugen aus vier HL-Booten und 18 Seehunden bestand. Die restlichen Fahrzeuge wurden bis Ende 2000 außer Dienst gestellt, die Seehunde an das 5. MSG abgegeben. Am 13. Dezember 2000 wurde der Geschwaderstab aufgelöst und die Dienstzeit des 6. MSG beendet.

##### Kommandeure
- Korvettenkapitän Dirk Stricker: von April 1958 bis August 1959
- Fregattenkapitän Karl Clausen: von August 1959 bis Januar 1962
- Korvettenkapitän Wolfgang Arnold: von Januar 1962 bis Oktober 1962
- Korvettenkapitän Hellmuth Jonas: von Oktober 1962 bis Oktober 1963
- Korvettenkapitän Ewald Schmidt: von Oktober 1963 bis März 1966
- Korvettenkapitän Wolfgang Hübner: von März 1966 bis September 1967
- Fregattenkapitän Otto Lipps: von September 1967 bis Januar 1969
- Korvettenkapitän Hans-Hermann Schultz: von Januar 1969 bis März 1971
- Fregattenkapitän Hans-Joachim Müller: von März 1971 bis September 1973
- Fregattenkapitän Klaus-Peter Niemann: von September 1973 bis September 1975
- Fregattenkapitän Horst Sommermeyer: von September 1975 bis März 1979
- Fregattenkapitän Hans von der Mosel: von März 1979 bis März 1981
- Fregattenkapitän Helmut Hauck: von März 1981 bis September 1984
- Fregattenkapitän Hans-Jürgen Gennert: von September 1984 bis April 1986
- Fregattenkapitän Jörg Auer: von April 1986 bis September 1987
- Fregattenkapitän Michael Mexner: von September 1987 bis September 1990
- Fregattenkapitän Hartmut Walz: von September 1990 bis September 1993
- Fregattenkapitän Heinz-Peter Decker: von September 1993 bis März 1996
- Fregattenkapitän Manfred Nielson: von März 1996 bis 1997
- Fregattenkapitän Reinhard Wilhelm: von September 1997 bis Juni 1999
- Fregattenkapitän Hermann Strasser: von Juni 1999 bis Dezember 2000

#### 7. Minensuchgeschwader
(1. Januar 1967–1. Januar 1996)

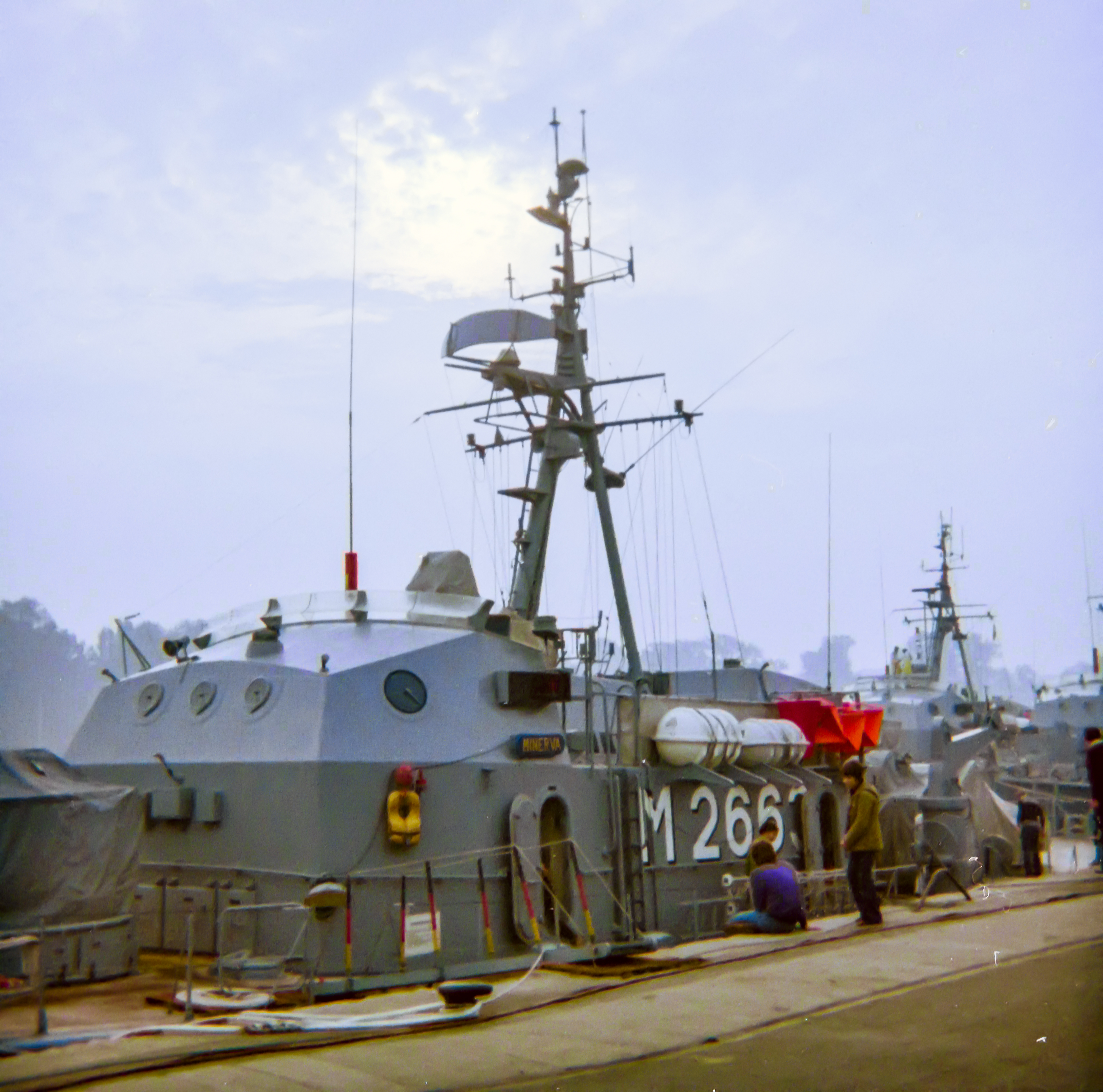
Minensuchboot Minerva – M2663 – im Marinestützpunkt Neustadt in Holstein

Das 7. Minensuchgeschwader (7. MSG) wurde am 1. Januar 1967 in Neustadt aufgestellt und sollte ursprünglich 1. Küstenwachgeschwader (1. KWG) heißen. Die zehn Boote der Frauenlob-Klasse (Kl. 394) (Frauenlob, Nautilus, Gefion, Medusa, Undine, Minerva, Diana, Loreley, Atlantis, Acheron) wurden zunächst als Küstenwachboote (KW-Boote) bezeichnet. Erst ab 1968 wurden die Boote mit einfachem Minenräumgerät ausgestattet und als Binnenminensuchboote (BM-Boote) umklassifiziert.
Die Boote erlebten einen ungewöhnlich häufigen Wechsel ihrer Rumpfnummern. Als BM-Boote trugen sie bis auf die letzten beiden Boote anfangs noch entsprechende NATO-Kennungen (W 31–W 38). 1967 erhielten sie vorübergehend M-Kennungen, die bereits 1969 durch eine Y-Kennung ersetzt wurden, weil das Geschwader noch nicht NATO-assigniert war. Mit der NATO-Assignierung erhielten die Boote 1973 wieder M-Nummern, die sich jedoch von den ursprünglichen unterschieden.
Stationierung und Bestand des 7. MSG blieben bis zu seiner Außerdienststellung 1996 unverändert.

##### Kommandeure
Korvettenkapitän Heinz Wollny: von Januar 1967 bis Januar 1970
Korvettenkapitän Uwe Hauschild: von Januar 1970 bis September 1971
Korvettenkapitän Uwe Büttner: von Oktober 1971 bis September 1974
Fregattenkapitän Hans-Kristian Berger: von Oktober 1974 bis November 1978
Fregattenkapitän Waldemar Feldes: von November 1978 bis Oktober 1981
Fregattenkapitän Günter Schulz: von Oktober 1981 bis Oktober 1984
Fregattenkapitän Hans-Christoph Kramer: von Oktober 1984 bis September 1986
Fregattenkapitän Dietmar Bleck: von September 1986 bis September 1988
Fregattenkapitän Wolfgang Anders: von September 1988 bis Oktober 1991
Fregattenkapitän Klaus Kultermann: von Oktober 1991 bis 1994
Fregattenkapitän H. C. Luther: 1994/95
unbesetzt: von Oktober 1995 bis zur Auflösung Anfang 1996

#### 8. Minensuchgeschwader
(1. April 1959–15. Juli 1963)
Das 8. Minensuchgeschwader (8. MSG) wurde am 1. April 1959 in Cuxhaven aufgestellt und erhielt sechs Küstenminensuchboote Klasse 320 (Lindau-Klasse):
- M 1082 Wolfsburg (Indienststellung: 8. Oktober 1959),
- M 1083 Ulm (Indienststellung: 7. November 1959),
- M 1084 Flensburg (Indienststellung: 3. Dezember 1959),
- M 1085 Minden (Indienststellung: 22. Januar 1960),
- M 1086 Fulda (Indienststellung: 5. März 1960),
- M 1087 Völklingen (Indienststellung: 21. Mai 1960)

Im April 1962 verlegte das Geschwader nach Borkum, wo es jedoch nur wenige Monate verblieb. Am 2. November 1962 hatte das KM-Boot Minden eine Kollision mit einem Minensuchboot vom Typ Krake der Volksmarine in der Nähe Gedser-Feuerschiff, als zwei Boote des Typs Krake versuchten, die Minden in die Hoheitsgewässer der DDR abzudrängen. Nach dem im Juni 1963 erlassenen Außerdienststellungsbefehl verlegte das Geschwader am 15. Juli des Jahres nach Wilhelmshaven und wurde dort aufgelöst. Flensburg, Fulda und Völklingen wurden an das 4. und Wolfsburg, Ulm und Minden an das 6. MSG abgegeben.

##### Kommandeure
- Korvettenkapitän Karl Clausen: von April 1959 bis August 1959
- Korvettenkapitän Wilhelm Anhalt: von August 1959 bis Januar 1962
- Korvettenkapitän Hermann Knaup: von Februar 1962 bis September 1963

#### 2. Küstenwachgeschwader und 10. Minensuchgeschwader
(1. Januar 1962–16. September 1968)
Das 2. Küstenwachgeschwader (2. KWG) entstand am 1. Januar 1962 in Cuxhaven aus dem Stab und drei Küstenwachbooten (KW-Booten) des 3. Küstenwachgeschwaders. Es handelte sich um Versuchstypen Klasse 360 (Hansa), Klasse 361 (Niobe) und Klasse 362 (Ariadne) (s. u. Prototypen und nicht verwirklichte Projekte). Das 2. KWG unterstand zunächst dem Marinestützpunktkommando Cuxhaven und wurde am 1. Juli 1964 dem Kommando der Minenstreitkräfte unterstellt. Das Geschwader erhielt insgesamt acht KW-Boote Klasse 362, die nach der Umbenennung in 10. Minensuchgeschwader (10. MSG) am 1. Januar 1966 zu Binnenminensuchbooten (BM-Booten) Klasse 393 umklassifiziert wurden. Die anderen Boote wurden 1964 und 1965 abgegeben. Zeitweise gehörte das BM-Boot Holnis (Klasse 390) zusätzlich zum 10. MSG. Das 10. MSG wurde am 16. September 1968 aufgelöst. Die Boote wurden außer Dienst gestellt und an die Reserveflottille abgegeben, wo sie bis zur Reaktivierung 1974 verblieben.

##### Kommandeure
- Kapitänleutnant Kurt Junker: von Januar 1962 bis September 1962
- Kapitänleutnant Heilmann: von Oktober 1962 bis September 1963
- Kapitänleutnant Ernst-Hermann Backens: von Oktober 1963 bis September 1965
- Kapitänleutnant Eberhard Papf: von Oktober 1965 bis März 1967
- Kapitänleutnant Herbert Siener: von April 1967 bis September 1968

#### Minenabwehrgeschwader Nordsee
(3. Oktober 1977–30. Juni 1984)
Im Rahmen eines Truppenversuchs wurde am 3. Oktober 1977 das Minenabwehrgeschwader Nordsee (MAG Nordsee) durch Zusammenlegung des 4. und 6. MSG in Wilhelmshaven gebildet, wobei diese beiden Geschwader formal bestehen blieben. Dabei ging es darum, alle Minenjagd- und TROIKA-Minensuchboote der Lindau-Klasse in einem Geschwader zusammenzufassen und zugleich beim Stabs- und Führungspersonal einzusparen. Mit 18 Booten war der Verband jedoch nur schwer zu führen und die erhofften Einsparungen ließen sich nicht realisieren. Deshalb wurde das Geschwader am 30. Juni 1984 wieder aufgeteilt, wobei die 12 Minenjagdboote dem 4. MSG, die sechs HL-Boote dem 6. MSG zugeteilt wurden.

##### Kommandeure
- Fregattenkapitän Horst Sommermeyer: von Oktober 1977 bis März 1979
- Fregattenkapitän Hans von der Mosel: von April 1979 bis 1980
- Fregattenkapitän Helmuth Hauck: von 1981 bis 1984

### Sonstige Verbände und Einheiten

#### Minenlegergeschwader
(1. Juli 1962–30. Juni 1972)
Das Minenlegergeschwader (MLG) wurde am 1. Juli 1962 als Minenschiffgeschwader in Flensburg aufgestellt (vgl. Marinestützpunktkommando Flensburg-Mürwik). Ihm gehörten zunächst die Minenleger Bochum und Bottrop an, die aus vormals amerikanischen Landungsschiffen umgebaut worden waren. Der Umbau eines dritten Schiffs, das den Namen Bamberg erhalten sollte, wurde abgebrochen. Am 1. Januar 1965 erfolgte die Umbenennung in Minenlegergeschwader. Ab 1963 und 1967 wurden dem MLG die beiden Messboote Trave und Oste unterstellt. Nach Außerdienststellung der Trave kam 1971 als Ersatz das Messboot Alster zum Geschwader. Im gleichen Jahr wurden Bochum und Bottrop außer Dienst gestellt. Als Ersatz wurden dem MLG die beiden Minentransporter der Sachsenwald-Klasse unterstellt, die zuvor dem Kommando der Trossschiffe unterstanden hatten. Am 30. Juni 1972 wurde das MLG außer Dienst gestellt. Die Minentransporter wurden an das 1. MSG und die Messboote an das Flottendienstgeschwader abgegeben, die ebenfalls in Flensburg stationiert waren.

##### Kommandeure
- Korvettenkapitän Hermann Schrenk: von Juli 1962 bis März 1963 mit der Wahrnehmung der Geschäfte beauftragt
- Fregattenkapitän Hermann Schrenk: von März 1963 bis März 1966
- Fregattenkapitän Rolf Herzog: von März 1966 bis März 1968
- Fregattenkapitän Günther Connert: von März 1968 bis September 1971
- Fregattenkapitän Hans-August Dörfer: von Oktober 1971 bis Juni 1972

#### Reserveverbände
Der MSFltl waren das 121. und das 123. Küstenwachgeschwader (KW-Geschw.) als Reserveverbände zugeordnet, die im Verteidigungsfall aus zivil besetzten Schiffen der Bundeswehr und aus einberufenen zivilen Fahrzeugen zusammengestellt werden sollten. Bei den Schiffen der Bundeswehr handelte es sich um Fahrzeuge der Marine und des BWB wie etwa Hafenschlepper, Eisbrecher und Erprobungsboote. Im Zuge der Umgestaltung der Mobilmachungsorganisation der Bundeswehr löste die Marine im Frühjahr 2005 ihre Reserveverbände auf.

#### Minentaucherkompanie
(1. Oktober 1964–1. Oktober 1991)
Die Minentaucherkompanie (MiTaKp) wurde am 1. Oktober 1964 in Eckernförde aufgestellt. Sie ging aus dem bereits seit 1957 bestehenden Minentaucherzug der Kampfschwimmerkompanie hervor. Die MiTaKp galt als selbständige Kompanie, hatte jedoch den Charakter eines kleinen Bataillons, weil ihr neben den Minentaucherzügen auch stets ein oder zwei Minentaucherboote unterstellt waren, die ebenfalls die Kompanieebene darstellen. Ende der 1960er Jahre wurden eigene Minentaucherteams aufgestellt, die landgestützt oder von einem Minentaucherboot aus eingesetzt werden konnten. Als Minentaucherboote wurden verschiedene ehemalige Minensuchboote und kleinere Hilfsschiffe hergerichtet. Am 1. Oktober 1991 wurde die MiTaKp unter Umgliederung der Waffentauchergruppe unterstellt.

#### Waffentauchergruppe
(1. Oktober 1991–Juni 2003)
Die Waffentauchergruppe (WTaGrp) wurde am 1. Oktober 1991 in Eckernförde aufgestellt. Ihr wurden die Minentaucherkompanie und Kampfschwimmerkompanie (KSKp) unterstellt. Damit wurden die beiden Zweige der Waffentaucher der Marine in einem Verband zusammengefasst. In der neuen Organisation wurde eine zusätzliche Ausbildungskompanie für Waffentaucher geschaffen, so dass KSKp und MiTaKp zu reinen Einsatzkompanien umgewandelt wurden. Die Minentaucherboote wurden dem Kommandeur der WTaGrp direkt unterstellt. Im Juni 2003 wurde die Waffentauchergruppe aufgelöst und die ihr unterstehenden Einheiten in die Spezialisierten Einsatzkräfte Marine überführt.

#### Spezialisierte Einsatzkräfte Marine
(1. Juli 2003–1. April 2014)
Die Spezialisierten Einsatzkräfte Marine (SEK M) wurden zum 1. Juli 2003 aus den Einheiten der vormaligen Waffentauchergruppe unter leichten Umgliederungen aufgestellt. Außerdem wurde eine zuvor zum Marinesicherungsbataillon gehörende Kompanie als Boardingkompanie für die Durchsuchung von Schiffen eingegliedert. In der Stabskompanie wurde ein Kampfmittelbeseitigungszug eingegliedert. Außerdem übernahm der Verband die letzten beiden Landungsboote der Marine, die zuvor dem 3. MSG unterstanden hatten. Am 1. Juli 2006 wurden die SEK M in die Einsatzflottille 1 überführt.
Das Bataillon wurde zum 1. April 2014 aufgelöst. Ihre Aufgaben wurden durch die zum 1. April 2014 neu aufgestellten Verbände Seebataillon und Kommando Spezialkräfte der Marine fortgeführt.

#### Marinesicherungsbataillon 1
(1. Oktober 2001–1. April 2005)
Bei der Auflösung des Marinesicherungsregiments wurde am 1. Oktober 2001 das Marinesicherungsbataillon 1 (MSichBtl 1) in Glückstadt als letzter verbleibender Sicherungsverband der Marine der MSFltl unterstellt. Anlässlich der Reorganisation der Bundeswehr war vorgesehen, die Sicherungskräfte der Marine ganz aufzulösen. Als nach den Terroranschlägen am 11. September 2001 die Bundeswehr zur Sicherung von Einrichtungen der US-Streitkräfte in Deutschland eingesetzt wurde, entstand zusätzlicher Bedarf an Sicherungskräften. Statt der Außerdienststellung erfolgte ein zeitweiliger Aufwuchs des MSichBtl 1 auf sieben Kompanien. Bei der Absicherung der Marinebasis für die Operation Enduring Freedom in Dschibuti wurde deutlich, dass auch für Sicherungsaufgaben im Ausland eigene Sicherungskräfte der Marine benötigt werden. Deshalb wurde das MSichBtl 1 am 1. April 2005 in den Verband Marineschutzkräfte überführt. Eine Kompanie wurde als Boardingkompanie dem SEK M unterstellt.

#### Marineschutzkräfte
(1. April 2005–1. April 2014)
Der bataillonsstarke Verband Marineschutzkräfte (MSK) wurde am 1. April 2005 aus Teilen des vormaligen MSichBtl 1 in Eckernförde aufgestellt. Er diente der Sicherung von Einrichtungen und Fahrzeugen der Marine im In- und Ausland, in Küstennähe, auf Reeden und in Häfen. Dazu gehörten die Abstützpunkte der Marine in Dschibuti und auf Zypern. Darüber hinaus waren sie an weiteren Einsätzen der Bundeswehr beteiligt. Der Verband verfügte neben der Stabskompanie über drei Einsatzkompanien und einen Feldnachrichtenzug.
Vier Minenjagdboote Klasse 332 des 5. MSG waren den MSK als Plattformen zur seeseitigen Unterstützung fest zugewiesen.
Im Zuge der Neuausrichtung der Bundeswehr wurden die Marineschutzkräfte 2014 aufgelöst und in ein Seebataillon umgegliedert.

## Aufgaben, Ausbildung und Ausrüstung

### Der Auftrag der Minenstreitkräfte
Den anfänglichen konzeptionellen Vorstellungen der Bundesmarine folgend war den Minenstreitkräften zunächst die Rolle zugedacht, die Ostseezugänge von gegnerischen Minen freizuhalten, um eine große alliierte Landungsoperation in Mecklenburg zu unterstützen. Außerdem mussten die deutschen Seehäfen minenfrei gehalten werden, um Truppenverstärkungen und Versorgungstransporte der Verbündeten nach Deutschland zu ermöglichen.
Als sich zu Anfang der 1960er Jahre das Konzept einer alliierten Landung im Ostseeraum als unrealistisch erwies, wurde die Konzeption der Marine angepasst. Nunmehr kam es darauf an, eine Landung von Truppen des Warschauer Pakts an der deutschen und dänischen Ostseeküste zu verhindern. Dafür waren große Minensperren eingeplant, die vor allem durch die eigenen Minenstreitkräfte zu legen waren. Als Konsequenz wurde der Verband von Kommando der Minensuchboote in Kommando der Minenstreitkräfte umbenannt. Zugleich blieb die Aufgabe der Minenabwehr in der Nordsee erhalten, die unter anderem in NATO-Großübungen im Rahmen der REFORGER-Serie geübt wurde. Diese beiden Aufgabe blieben bis 1990 im Wesentlichen unverändert.
Mit dem Fortfall der Ost-West-Konfrontation verlor die Aufgabe Mineneinsatz stark an Bedeutung, während der Schutz der Seewege gegen Minenbedrohungen weiter bestand. Dafür geeignete Einheiten bildeten den Kern des ersten Bundeswehrkontingents, das in einen Auslandseinsatz neuer Art im Rahmen der Operation Südflanke entsandt wurde. Die MSFltl wurde zudem mit Aufgaben betraut, die ihr bei Unterstellungswechseln im Rahmen der Reorganisation der Marine zuwuchsen. Dazu gehörten die amphibischen Transportaufgaben der Landungsboote, die Spezialaufgaben der Kampfschwimmer und später Sicherungsaufgaben. Dieses Aufgabenpaket wurde bei Auflösung der Flottille auf die Einsatzflottille 1 übertragen.

### Ausbildung
Die Ausbildung der Minenstreitkräfte erfolgte auf verschiedenen Ebenen. Das Personal nahm vor der Versetzung in den Verband an Lehrgängen gemäß seiner Laufbahn und Verwendungsreihe an Schulen der Marine teil. Die Spezialausbildung für das Sperrwaffenpersonal fand an der Marineunterwasserwaffenschule in Eckernförde statt, die später als Lehrgruppe A in die Marinewaffenschule eingegliedert wurde. Nach deren Auflösung wurde diese Ausbildung an die Marineoperationsschule nach Bremerhaven verlagert.
Für die gemeinsame Ausbildung der Besatzungen waren die Kommandanten der Boote zuständig, während die Geschwaderkommandeure für die Überprüfung und die Ausbildung ihres Geschwaders verantwortlich waren. Seit 1990 nahmen außerdem Boote am Mine Countermeasure Vessels Operational Sea Training an der belgisch-niederländischen Minenschule EGUERMIN in Ostende und später in Zeebrügge teil. Die Ausbildung wurde abgeschlossen durch die Teilnahme an großen nationalen und NATO-Übungen, bei denen die Minenstreitkräfte im Rahmen des Gesamtverbundes der Seestreitkräfte zum Einsatz kamen.

### Einsatzkonzepte und Waffensysteme
Zur Minenabwehr und zum Mineneinsatz im Allgemeinen siehe:  Seemine

### Prototypen
Die Marine baute in den 1950er und 1960er Jahren eine Anzahl von Prototypen und Vorserienbooten für Minenabwehr- und Küstenwachaufgaben. Die meisten Boote erhielten später eine zivile Besatzung und wurden für verschiedene Sonder- und Versuchsaufgaben verwandt.

#### Niobe-Klasse
Die Niobe-Klasse bestand aus zwei Prototypen einer Klasse von Küstenwachbooten (Typ KW 55) mit unterschiedlichen Antriebsanlagen. Beide Boote waren nach ihrer Indienststellung 1958 zunächst dem 3. Hafenschutzgeschwader, ab 1960 dem 2. Küstenwachgeschwader und ab 1965 dem 10. MSG unterstellt. Niobe diente später als Sperrwaffenlenkboot für die Entwicklung des Systems Troika bei der Marinesperrwaffenversuchsstelle und anschließend als Erprobungsboot bei der Erprobungsstelle 71 des BWB. Hansa wurde 1969 zum Minentaucherboot umgebaut und als Schulboot der Minentaucherkompanie unterstellt.

#### Holnis-Klasse
Die Holnis-Klasse bestand nur aus einem Boot, das als Prototyp einer Klasse von 20 Binnenminensuchbooten (Typ BM 1) vorgesehen war. Der Bau wurde aus finanziellen Gründen aufgegeben. Holnis war als BM-Boot zunächst von 1966 bis 1968 dem 10. MSG unterstellt. 1968 wurde es zum Fernmeldeversuchsboot umgerüstet. Dabei wurde die gesamte Räumausstattung abgegeben. Das Boot erhielt eine zivile Besatzung und unterstand dem Kommando für Truppenversuche der Marine in Eckernförde. Das Boot wurde am 19. Dezember 1996 außer Dienst gestellt.

#### Walther von Ledebur-Klasse
Die Walther-von-Ledebur-Klasse bestand nur aus einem Boot, das als Prototyp einer Klasse von schnellen Hochseeminensuchbooten vorgesehen war. Es war mit einer Standardverdrängung von 775 ts erheblich größer als die KM-Boote der Lindau-Klasse. Bereits während des Baus wurde das Vorhaben 1966 abgebrochen und das Typschiff als Erprobungsboot fertiggestellt. Es hatte eine zivile Besatzung und konnte ein mobiles Versuchslabor aufnehmen. In den 1990er Jahren wurde das Boot außer Dienst gestellt und später unter dem neuen Namen Mühlhausen als Minentaucherboot mit militärischer Besatzung reaktiviert. In dieser Zeit war es das größte aktive Kriegsschiff der Welt, das einen Holzrumpf hatte.

#### Walross- und Seekuh-Klasse
Im Rahmen der Entwicklung des Hohlstabfernräumsystems Troika wurden vier Prototypen von ferngelenkten Hohlstäben gebaut. Das erste Fahrzeug trug den Namen Walross. In einem weiteren Entwicklungsschritt wurden 1966 drei größere Fahrzeuge mit den Namen Seekuh 1–3 gebaut, aus denen die Minenräumdrohnen Seehund für das Troika-System entwickelt wurden. Als Lenkboot diente das Versuchsboot Niobe.

### Nicht verwirklichte Projekte

#### ERMISS
Das Explosion Resisistant Multi Influence Sweep System (ERMISS) war ein NATO-Programm zur Seeminenabwehr, dessen Führung Deutschland übernommen hatte. Vorgesehen war ein Simulationsräumsystem, mit dem Minen aller Art einschließlich solcher mit Druckzündeinrichtungen bei vermindertem Risiko für Mensch und Material geräumt werden sollten. Es handelte sich dabei um eine Art Sperrbrecher. Beteiligt waren gemäß einem Übereinkommen vom 25. April 1978 Deutschland, Frankreich, Großbritannien, die Niederlande und die Vereinigten Staaten. Das Programm konnte allerdings nicht zu einem qualifizierten Abschluss gebracht werden.

#### Minenjagdausrüstung 2000
In den 1990er Jahren wurde unter der Bezeichnung Minenjagdausrüstung 2000 (MJ 2000) ein Konzept neuer Minenabwehrsysteme für die vorhandenen Minenabwehrfahrzeuge der Deutschen Marine der Klassen 332 und 333 entwickelt. Mit der neuen Ausstattung sollte die Minenjagdfähigkeit unter erschwerten Boden- und Umweltbedingungen und gegenüber eingesunkenen Minen verbessert werden. Zugleich wollte man die Gefährdung des Minenabwehrpersonals reduzieren.
Ähnlich wie beim Minenräumsystem TROIKA sollten auch bei MJ 2000 ferngelenkte Drohnen den Kern des Systems bilden, wobei eine von TROIKA weiterentwickelte Fernlenk- und Führungsanlage eingesetzt werden sollte. Dafür sollten zehn als SWATH-Fahrzeug ausgeführte Doppelrumpfplattformen beschafft werden, die von fünf zur Klasse 334 umgebauten Minenjagdbooten der Klasse 333 geführten werden sollten.
Die Minenjagddrohnen mit der Bezeichnung Seepferd sollten unter Wasser einen Sensorträger mit drei verschiedenen Sonargeräten schleppen. Ein nach vorn ausgerichtetes Sonar sollte zusammen mit einem nach beiden Seiten suchenden Seitensichtsonar auch unter schwierigen Bodenbedingungen die Minenjagdleistung gegen Grundminen im Vergleich zu herkömmlichen Rumpfsonaren erheblich erhöhen. Ein nach unten gerichtetes Sedimentsonar sollte eingesunkene oder eingespülte Minen auch unterhalb des Meeresbodens orten können.